# Jeanne-Monique des Vieux
Jeanne-Monique des Vieux (ou Desvieux), dite Madame de Saint-Contest, née en 1718 et morte le 1er mars 1746, est une salonnière française.

## Biographie
Fille du fermier général Louis-Philippe des Vieux (1680-1735), seigneur de Naveil, et de Bonne-Madeleine Le Couturier (1679-1758), elle épouse à Paris, le 27 septembre 1735, François-Dominique Barberie de Saint-Contest, secrétaire d’État aux Affaires étrangères. 
À ce titre, elle entre de plain-pied dans la haute société dijonnaise en menant une activité mondaine et littéraire à l’exemple des salons parisiens de cette époque. Ainsi, à son retour d’Italie, le président de Brosses évoque l’activité de la nouvelle Mme de Saint-Contest à Dijon dans les années 1740 : 

« Aux assemblées de la belle madame de Saint Contest ce n'était plus seulement la société de la place Saint-Jean avec son charme d'intimité exquise et épanouie, c'était Dijon tout entier dans je ne sais quel reflet de la politesse noble et cérémonieuse du siècle de Louis XIV : le président Bouhier ; M. de Périgny que Madame du Deffand, Madame de Genlis et la plupart des Mémoires contemporains citent à l'envi comme l'un des commensaux les plus sémillants du palais Bourbon ou des soupers si gais du Temple et de Lisle Adam ; le frère aîné de M. de Neuilly, le président de la Marche, condisciple et correspondant de d'Argental et de Voltaire et dans la liaison la plus étroite avec Pont de Veyle, ce type achevé de la bonne compagnie ; Le Gouz de Gerland, [...] l'homme le plus libéral et le plus gentilhomme de cette petite cour de l'Hôtel de l'Intendance, singulièrement recherché partout pour sa gaîté franche et délibérée aimant les sciences, cultivant les lettres, protégeant les arts sans faste, sans affectation, sans gloriole, modèle accompli d'un noble usage de la fortune ; le président Richard de Ruffey, autre Mécène Dijonnais ; sa femme, un peu timide dans le grand monde, toute douée qu'elle fût de l'enjoûment [sic] le plus spirituel et d'une gentillesse inépuisable dans la conversation ; la présidente Bouhier, qui disait à son mari : « Chargez vous de penser, laissez moi écrire  », [...] une charmante petite fée, Madame de Vienne, fille du Comte de Tavannes ; Mademoiselle de Thil, amie de Madame du Châtelet et la seule femme de Dijon que le maréchal de Richelieu consentit à recevoir à son retour de Mahón [août 1756] ; Madame de Saint-Julien, née la Tour du Pin, à qui Voltaire a écrit de si jolies lettres sous le nom gracieux de Papillon-Philosophe ; Mesdemoiselles de la Marche, dont l'aînée fut mariée à M. de Courteilles, ambassadeur en Suisse ; la seconde au marquis de Paulmy, depuis Ministre de la guerre et membre des trois Académies ; enfin, et dans les derniers jours de 1748, un très jeune homme, M. de Clugny, qui devait mourir contrôleur général des finances après un trop court ministère, perdu entre les innovations de son devancier Turgot et celles de Necker son successeur [...] »

Peut-être moins connue de que ses consœurs de la capitale, Mme de Saint-Contest constitue un élément supplémentaire à charge d’une certaine activité des salons féminins littéraires en province au XVIIIe siècle.
Ce petit cercle privilégié abondait également en femmes qualifiées d'« aimables », si l'on en croit certains historiens : 
- Madame de Bourbonne, fille du président Bouhier
- Madame Cortois, née de Murir
- Madame Joly de Bévy, fille d'Antoine Portail, premier président au parlement de Paris
- Madame Perreney de Vellemont, depuis Madame la Première Présidente de Grobois, « qui unissait toutes les séductions d'une femme d'esprit à toute l'activité d'un homme de tête[9] »
- Madame des Montots, née Suremain de Flamerans[10].

On trouvait également à ses assemblées spirituelles, l'élite du clergé de Bourgogne : 
- Le Cardinal de Tavannes, archevêque de Rouen
- M. de Macheco, évêque de Périgueux[12]
- M. de Choin, évêque de Toulon[13]
- Jean Bouhier, premier évêque de Dijon
- Claude Bouhier, second évêque de Dijon
- M. d'Apchon, doyen de la Sainte Chapelle[14]
- Cortois de Quincey, futur évêque de Belley[15]
- Claude Drouas de Boussey, futur évêque de Toul.

Madame de Saint-Contest est par ailleurs la mère de l'intendant de Champagne, Henri-Louis de Barberie de Saint-Contest (1708-1772).
Elle meurt le 1er mars 1746.

## Iconographie
Son portrait a été peint par Hyacinthe Rigaud en 1735 contre 600 livres : « Mme de St Contest d’Esvieux, Des Vieux, depuis Madame de St Contest ».